# 3913 Chemin
3913 Chemin este un asteroid din centura principală, descoperit pe 2 decembrie 1986.